# Dicyandiamide
Le dicyandiamide ou cyanoguanidine, C2H4N4, est une amine dans laquelle la guanidine est nitrilée. C'est un dimère de cyanamide à partir duquel il peut être préparé.
Le dicyandiamide est soluble dans l'eau, l'acétone, les alcools mais pas dans l'éther ni dans le chloroforme.
Le dicyandiamide est produit dans les sols à la suite de la décomposition de la cyanamide.

## Utilisations

Schéma d'action du cyanamide calcique utilisé comme engrais. Le cyanamide calcique agit par deux voies. D'une part, il se transforme en urée et puis en carbonate d'ammonium plus facilement assimilable par les plantes. D'autre part, son hydrolyse libère aussi du dicyandiamide qui inhibe le processus de nitrification par les bactéries du sol, privilégiant ainsi l'assimilation de l'azote sous forme d'ammoniac.

En agriculture, le dicyandiamide issu de l'hydrolyse du cyanamide calcique est utilisé pour inhiber, ralentir, ou retarder, l'activité microbienne des bactéries nitrifiantes qui transforment l'ammoniac en nitrates solubles, très mobiles dans l'eau et facilement lessivables. Il permet ainsi de limiter les pertes d'ammoniac (sous forme de nitrates lixiviables) dans les fumures animales afin de favoriser préférentiellement l'assimilation de l'azote sous forme ammoniacale par les plantes.
C'est également un intermédiaire dans la synthèse de la mélamine et d'autres composés organiques.
Dans le passé, on l'a utilisé comme réducteur mélangé avec des composés oxydants forts pour fabriquer des explosifs.